# Francisco Vestil
Francisco Sánchez Vestil (Cebu, 17 settembre 1914 – Cebu, 28 maggio 2000) è stato un cestista filippino.

## Carriera
Ha disputato le olimpiadi del 1948, a Londra, giocando 8 partite.